# Ngô Đạo Tử
Ngô Đạo Tử (chữ Hán: 吴道子; 685-758) là họa sĩ lớn của Trung Quốc thời nhà Đường, người Dương Cù thuộc huyện Vũ, Hà Nam, Trung Quốc. Ông là một trong Mười vị thánh trong lịch sử Trung Quốc.

## Thời trẻ
Ngô Đạo Tử mồ côi cha mẹ từ nhỏ, gia đình nghèo. Ông thông minh hiếu học, theo học những nhà thư pháp nổi tiếng như Trương Túc, Hạ Tri Chương. Quãng thời gian theo học thư pháp đã tạo cơ sở cho việc học và phát triển hội họa của ông sau này.
Đối với hội họa, Ngô Đạo Tử tỏ ra ham thích từ bé. Tới năm 17 tuổi, ông đã giỏi vẽ tranh, nắm vững kỹ xảo cao siêu của hội họa. Do có tài năng, ông được Vĩ Tự Lập, một sủng thần của Đường Trung Tông, đồng thời là người ham mê nghệ thuật, chú ý đến và thu nhận làm tiểu lại.

## Sự nghiệp

### Ngao du tự tác
Ngô Đạo Tử từng theo Vĩ Tự Lập vào Tứ Xuyên. Tại đây ông đã nổi cảm hứng vẽ tranh. Tranh sơn thủy của ông có tính chân thực, thể hiện phong cách hùng tráng. Ngô Đạo Tử chính là người khai sáng ra sự thay đổi phong cách tranh sơn thủy, gọi là"sơn thủy chi biến".
Vào khoảng niên hiệu Cảnh Long thời Đường Trung Tông (707-709), Ngô Đạo Tử đến Hà Khâu nhận chức Huyện úy, tức là bắt trộm cướp và cai quản tù ngục. Do cách làm việc khoan dung, dân chúng xa gần đều rất khen ngợi. Tuy nhiên, công việc này không hợp với ông nên không lâu sau ông từ chức, về sống ở Lạc Dương. Cũng từ thời gian này, Ngô Đạo Tử sống tự do để thỏa chí làm nghệ thuật.
Phật giáo và Đạo giáo thời Đường phát triển mạnh, tại Trường An và Lạc Dương có nhiều chùa chiền, đạo quán lớn với những bức họa tường của các bậc tiền bối. Đây là điều kiện tốt cho Ngô Đạo Tử quan sát, học tập từ các tác phẩm của các danh họa.
Người ảnh hưởng lớn nhất tới ông là họa sĩ nổi tiếng Trương Tăng Dao thời Lương, người không chỉ giỏi vẽ chân dung các nhân vật trong Phật giáo, Đạo giáo mà còn chịu ảnh hưởng của các họa sĩ phương Tây với phong cách vẽ"sơ thể"làm hình nổi trên mặt phẳng. Ngô Đạo Tử đã lĩnh hội sâu sắc nghệ thuật này và được người đời gọi là truyền nhân hậu thế của Trương Tăng Dao.

### Họa sĩ cung đình

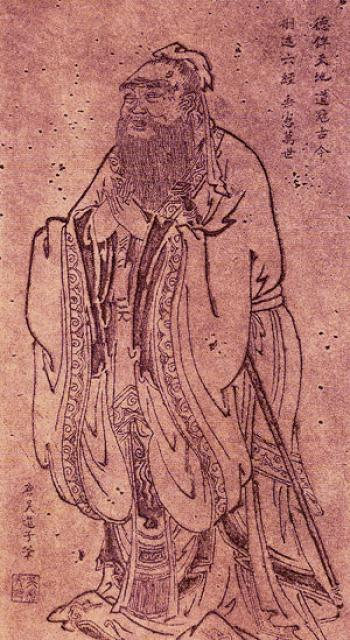
Tranh Khổng Tử do Ngô Đạo Tử vẽ

Ngô Đạo Tử vẽ nhiều tranh tường (bích họa), tên tuổi ông ngày càng nổi, truyền tới kinh thành Trường An. Đường Huyền Tông nghe tin, bèn triệu ông vào triều. Từ đó Ngô Đạo Tử trở thành họa sĩ cung đình.
Đường Huyền Tông ham thích nghệ thuật, trong cung có nhiều nhà văn, nhà thơ, nhạc công và họa sĩ. Số họa sĩ trong cung khá nhiều và được ban chức, với nhiệm vụ vẽ chân dung các công thần, những cảnh sinh hoạt của vua và các phi tần. Lúc mới vào cung, Ngô Đạo Tử làm chức Cung phụng, sau lên chức Nội giáo bác sĩ có nhiệm vụ dạy các cung nữ học vẽ. Tuy nhiên chức vụ này của ông rất thấp, dưới cả hàm Cửu phẩm. Sau đó Ngô Đạo Tử được phong làm Ninh vương hữu. Ninh vương là anh của Huyền Tông,"hữu"là quan chuyên đi theo hầu, hàm dưới Ngũ phẩm. Một họa sĩ được thăng lên hàm đó thể hiện sự quan tâm của Huyền Tông đối với ông.
Ngô Đạo Tử tính tình phóng túng, thích uống rượu để sáng tác. Hòa thượng chùa Bồ Đề tại phường Bình Khang ở kinh thành Trường An biết vậy bèn mời ông đến uống rượu ngon và vẽ tranh tường tại ngôi chùa mới xây.
Đạo Tử thường xuyên theo Huyền Tông đi tuần du bên ngoài. Năm 717, ông theo Huyền Tông đến Lạc Dương. Ông gặp nhà thư pháp Trương Húc và tướng quân Bùi Mân. Bùi Mân nhờ ông vẽ tranh trên tường ở chùa Thiên Cung để giúp mình làm lễ siêu độ cho cha mẹ. Ngô Đạo Tử vẽ tranh và không nhận tiền, chỉ xin Bùi Mân biểu diễn tài múa võ.
Bùi Mân nhận lời, cởi bỏ tang phục, mặc chiến bào, phi ngựa như bay, múa kiếm sáng loáng rồi tung kiếm lên cao, giơ bao kiếm ra đỡ nhẹ nhàng như không. Mọi người đều khen ngợi. Ngô Đạo Tử nổi hứng vẽ luôn bức tranh Bùi Mân diễn võ, gọi là "Trừ họa hoạn biến" lên cổng chùa Thiên Cung. Đây chính là bức tranh đắc ý nhất trong đời ông. Nhà thư pháp Trương Húc cũng nổi hứng, rút bút viết luôn một bức"cuồng thảo"thư. Mọi người đều thán phục tài năng của Ngô, Bùi, Trương.
Ngoài việc vẽ tranh trong cung, Ngô Đạo Tử vẫn đi vẽ tranh trong chùa và đạo quán. Ông thường vẽ trực tiếp, không cần trợ giúp của phương tiện đương thời gọi là"lậu cảo". Cách vẽ đó được người đời gọi là "Đạo Tử thuật". Các bức vẽ của ông đều đẹp có hình có thần, do ông tùy ý tùy tâm vẽ, không cần phác thảo trước. Bức bích họa"Địa ngục biến tướng đồ"trong chùa Cảnh Vân tại Trường An diễn lại sự tích "Mục Liên cứu mẹ" của đạo Phật kín 10 mặt tường lớn. Những hình quỷ quái yêu ma ở địa ngục sống động tới mức khi xem tranh, người ta có cảm giác sởn gai ốc như yêu ma sắp bước xuống. Ngoài ra, trong bức tranh này, Ngô Đạo Tử còn đưa chân dung tất cả các vị quan lớn, quý tộc vào cảnh mang gông chịu tội dưới địa ngục. Đây là hành động được đánh giá là rất can đảm của ông.
Bức tranh "Địa ngục biến tướng đồ" vẽ xong, dân trong kinh thành đến xem, đều sợ phải xuống địa ngục chịu tội, nên dốc tâm làm việc thiện; có những người đồ tể và chài lưới bỏ nghề sang làm nghề khác.
Năm 725, Đường Huyền Tông đi Sơn Đông tới núi Thái Sơn, mang theo nhiều binh lính, cờ xí người ngựa kéo dài vài chục dặm. Đến Kim Kiều ở Thượng Đảng, vua Đường đắc ý sai ông cùng 2 họa sĩ khác là Vĩ Vô Thiêm và Trần Hoằng hợp sức vẽ tranh"Kim Kiều đồ". Ba người phân công nhau: Trần Hoằng vẽ cảnh Huyền Tông cưỡi ngựa, Vĩ Vô Thiêm vẽ cảnh động vật ngựa, lừa, bò, dê, chó, khỉ... còn Ngô Đạo Tử vẽ nhân vật, núi non, cỏ cây, cầu, xe ngựa... tạo thành bức tranh tuyệt tác hùng tráng có kích thước rất lớn.
Năm 749, miếu Lão Quân ở Lạc Dương được xây dựng lại. Ngô Đạo Tử phụng mệnh vua vẽ tranh tường trong miếu. Ông đã vẽ bức tranh"Ngũ thánh triều nguyên đồ"gồm chân dung 5 vị vua nhà Đường là Đường Cao Tổ, Đường Thái Tông, Đường Cao Tông, Đường Trung Tông và Đường Duệ Tông. Đến mùa đông năm đó, thi sĩ Đỗ Phủ đến ngắm tranh đã viết những câu thơ tuyệt cú để miêu tả sức hấp dẫn của bức tranh.
Đường Huyền Tông muốn có bức tranh về cảnh đẹp sơn thủy ở Gia Lăng thuộc Tứ Xuyên, bèn phái ông đi Gia Lăng xem cảnh để vẽ. Sau một thời gian ông trở về tay không, không có bản thảo mà ghi nhớ hết phong cảnh trong đầu. Huyền Tông ra lệnh cho ông vẽ cảnh Gia Lăng lên tường trong thời gian không quá 3 tháng. Kết quả chỉ sau gần 1 tháng Ngô Đạo Tử vẽ xong bức tranh hùng vĩ mô tả thực cảnh Gia Lăng 300 dặm thu nhỏ trên 1 bức tường, được Huyền Tông ca ngợi hết lời.
Không lâu sau, nổ ra loạn An Sử (755). Ngô Đạo Tử lúc đó đã 70 tuổi, ông về ở ẩn và 3 năm sau thì qua đời, thọ 73 tuổi (758).

## Di sản
Bức tranh "Tống tử Thiên vương đồ" là tác phẩm hội họa duy nhất của Ngô Đạo Tử còn tồn tại tới ngày nay. Bức tranh miêu tả cảnh Phật Thích ca mâu ni ra đời, được phụ thân Tịnh Phan vương ôm đến thái miếu để chư thần làm lễ. Bức tranh rộng lớn, bút mực thanh thoát, khắc họa nhân vật rất tinh tế. Ngô Đạo Tử đã thay đổi phương pháp cân bằng đường nét, sử dụng phương pháp tương phản: nặng - nhẹ, đậm - nhạt thể hiện, gọi là"thuần thái điều".
Nhân dân Trung Quốc rất sùng bái Ngô Đạo Tử, coi ông như thần tiên. Người ta gọi ông là họa thánh (thánh vẽ) và có rất nhiều giai thoại thần kỳ về việc vẽ tranh của ông.